# Portrait de Jan Vekemans
Le Portrait de Jan Vekemans (en néerlandais : Portret van Jan Vekemans) est un tableau du peintre baroque flamand Cornelis de Vos. L’œuvre a été peinte dans le style du baroque anversois.

## Histoire
En 1624, Joris Vekemans, riche marchand de soieries à Anvers, commande à Cornelis de Vos une série de portraits de lui-même, de son épouse Maria et de leurs six enfants (parmi lesquels Frans, Cornelia et Jan). Lorsque le commanditaire décède l’année suivante, trois tableaux seulement sont terminés – les portraits de Joris, Maria et Frans. Les portraits de Cornelia et de Jan sont restés inachevés, ceux des trois autres enfants n’ont même pas été commencés,.
Les portraits de Joris, Maria, Frans et Cornelia ont été achetés en 1897 par le collectionneur anversois Fritz Mayer van den Bergh (nl). Le cinquième, celui de Jan, manquait.
En 1986, un collectionneur britannique s’est porté acquéreur du portrait de Jan Vekemans et a pu l’ajouter à sa collection privée. Il a eu vent de l’existence des quatre autres portraits par des publications spécialisées.
En 2006, le collectionneur britannique a souhaité que le portrait appartenant à sa collection privée rejoigne les quatre autres portraits familiaux conservés au Musée Mayer van den Bergh. Mais parce que l’intention de sa fondatrice était de conserver en l’état les collections d’art de son fils décédé, telles qu’elles lui avaient été léguées, le musée n’était pas en mesure d’acheter le cinquième portrait. C’est finalement le Fonds du Patrimoine de la Fondation Roi Baudouin qui a permis au jeune garçon de rejoindre les autres membres de sa famille en faisant l’acquisition du portrait et en le confiant au musée sous la forme d’un prêt permanent,.

## Description
Les portraits sont peints en grandeur nature, par paire se regardant chacune. Jan Vekemans est âgé de cinq ans et porte un costume avec une jupe et une robe ouverte en velours vert. Il tient un chapeau dans sa main, tandis que son bras dévoile le manche d’une arme attachée à sa ceinture de cuir. Ces attributs, typiquement masculins, indiquent que l’enfant est issu d’une riche famille. Son vêtement n’est pas une tenue portée au quotidien mais un luxueux vêtement réservé aux grandes occasions. Le tableau n’est pas totalement achevé, comme le suggère l’absence d’un arrière-plan.